# Delia tiensuui
Delia tiensuui är en tvåvingeart som först beskrevs av Ringdahl 1934.  Delia tiensuui ingår i släktet Delia och familjen blomsterflugor. Arten har ej påträffats i Sverige. Inga underarter finns listade i Catalogue of Life.